# Clare Range
Die Clare Range ist eine Gebirgskette im antarktischen Viktorialand, die sich südlich des Mackay-Gletschers in westsüdwestlicher Richtung vom Sperm Bluff bis zur Willett Range erstreckt. 
Sie wurde im Jahr 1957 von einer neuseeländischen Gruppe der Commonwealth Trans-Antarctic Expedition (1955–1958) umrundet und nach dem Clare College der University of Cambridge benannt.